# غيليس آرشامبو (لاعب كرة قدم كندية)
غيليس آرشامبو هو لاعب كرة قدم كندية كندي، ولد في 9 مارس 1934 في Richelieu, Quebec ‏ في كندا، وتوفي في 25 أكتوبر 2009.

## وصلات خارجية
- غيليس آرشامبو على موقع JustSportsStats.com (الإنجليزية)